# Larinopoda batesi
Larinopoda batesi är en fjärilsart som beskrevs av Bethune-Baker 1926. Larinopoda batesi ingår i släktet Larinopoda och familjen juvelvingar. Inga underarter finns listade i Catalogue of Life.